# Application moment
En géométrie symplectique, aux actions hamiltoniennes d'un groupe de Lie sur une variété symplectique est associée une application G-équivariante {\displaystyle M\rightarrow \mathbf {g} ^{*}}, appelée l'application moment. En un certain sens, elle généralise le moment rencontré en mécanique classique.
L'application moment est définie par :
où {\displaystyle X_{\xi }} est le champ de vecteurs correspondant à l'action infinitésimale de {\displaystyle \xi }.